# Shooting at the Moon
Shooting at the Moon is het tweede album van de Britse progressieve rockmusicus Kevin Ayers. Het is het eerste en laatste werk van zijn band van dat moment, The Whole World.

## Tracklist
1. May I? - 4:03
2. Rheinhardt & Geraldine / Colores Para Dolores - 5:40
3. Lunatics Lament - 4:54
4. Pisser Dans Un Violon - 8:03
5. The Oyster & The Flying Fish - 2:37
6. Underwater - 4:00
7. Clarence In Wonderland - 2:04
8. Red Green And You Blue - 3:51
9. Shooting At The Moon - 5:47

Op de heruitgebrachte cd (2003) staat een aantal extra tracks:
1. Gemini Child - 3:18
2. Puis-Je? - 3:42 (B-kant van single)
3. Butterfly Dance - 3:46 (A-kant van single)
4. Jolie Madame - 2:27
5. Hat - 5:26

## Bezetting
- Kevin Ayers: zang, bas, gitaar)
met:
- David Bedford: piano, elektrische piano, orgel, accordeon
- Lol Coxhill: saxofoon
- Mike Oldfield gitaar, basgitaar
- Mick Finche drums
verdere gasten:
- Mike Ratledge orgel (1, 5, 6)
- Jeff Clyne bas (2)
- Paul Minns hobo (2)
- Paul Buckmaster cello (2)
- Robert Wyatt achtergrondzang (2b, 7)
- Bridget St. John achtergrondzang (5)
- Girly Chorus achtergrondzang (2b, 7)
- The Ladybirds achtergrondzang (12)